# Atopetholus angelus
Atopetholus angelus är en mångfotingart som beskrevs av Chamberlin 1920. Atopetholus angelus ingår i släktet Atopetholus och familjen Atopetholidae. Inga underarter finns listade i Catalogue of Life.